# Gruppo di NGC 2507
Il Gruppo di NGC 2507 comprende sei galassie situate nella costellazione del Cancro.

## Descrizione
La distanza media tra il centro di massa di questo gruppo e la nostra Via Lattea è di circa 238 milioni di anni luce (72,9 Mpc).

## Membri
Nella tabella sottostante sono riportati i membri del gruppo indicati nell'articolo di Garcia del 1993.
| Nome       | Classificazione | Tipologia       | RA (J2000.0)  | DEC (J2000.0) | Velocità radiale (km/s) | Magnitudine apparente | Distanza di Hubble | Dimensioni (kal) |
| ---------- | --------------- | --------------- | ------------- | ------------- | ----------------------- | --------------------- | ------------------ | ---------------- |
| NGC 2507   | S0/a pec        | Lenticolare     | 08h 01m 37.2s | 15° 42′ 35″   | 4563 ± 30               | 12,2                  | 70,6 ± 5,0         | 167              |
| NGC 2514   | SB(s)bc         | Spirale barrata | 08h 02m 49.6s | 15° 48′ 30″   | 4856 ± 5                | 13,4                  | 74,9 ± 5,3         | 68               |
| MGC 3-21-7 | Sc              | Spirale         | 08h 00m 36.7s | 15° 41′ 03″   | 4701 ± 2                | 13,087                | 72,7 ± 5,1         | 67               |
| UGC 4139   | SA(s)c          | Spirale         | 07h 59m 23.6s | 16° 25′ 17″   | 4887 ± 4                | 13,17 ± 0,20          | 75,4 ± 5,3         | 100              |
| UGC 4145   | Sa              | Spirale         | 07h 59m 40.1s | 15° 23′ 13″   | 4651 ± 1                | 12,279 ± 0,002        | 71,9 ± 5,0         | 87               |
| UGC 4170   | E?              | Ellittica       | 08h 01m 23.1s | 15° 22′ 09″   | 4662 ± 2                | 12,091 ± 0,002        | 72,1 ± 5,1         | 100              |

Il sito DeepskyLog permette di trovare agevolmente le costellazioni in cui sono situate le galassie; in alternativa si possono utilizzare le coordinate delle galassie per individuarle. Se non altrimenti indicato, le coordinate sono quelle fornite dal sito NASA/IPAC (National Aeronautics and Space Administration / Infrared Processing and Analysis Center).